# Culex modestus
Ne doit pas être confondu avec Culex molestus, aussi connu comme le Moustique du métro de Londres
Espèce
Synonymes
- Culex eadithae Barraud, 1924
- Culex nudipalpis Shingarev, 1927
- Culex tanajcus Stschelkanovzev, 1926

Culex modestus est une espèce d'insectes diptères de la famille des Culicidae. Ce moustique est vecteur de la fièvre du Nil occidental.

## Répartition
Cette espèce vit en Algérie, en Chine, Espagne, en Grèce, en Hongrie, en Iran, en Irak, en Israël, en Italie, en Mongolie, au Maroc, en Pologne, en République tchèque, en Roumanie, au Royaume-Uni, en Russie, en Slovaquie, au Tadjikistan et en Turquie. Il vit essentiellement dans les estuaires ainsi qu'en zone humide et ses larves se développent dans les roselières et les rizières.

## Systématique
Ce taxon a été décrit en 1889 par l'entomologiste italien Eugenio Ficalbi, et admet les synonymes suivants :
- Culex eadithae Barraud, 1924
- Culex nudipalpis Shingarev, 1927
- Culex tanajcus Stschelkanovzev, 1926